# Dallas Mavericks 2019-2020
La stagione 2019-2020 dei Dallas Mavericks è stata la 40ª stagione della franchigia nella NBA.

## Divise
| Association | Icon | Statement | City |

## Draft
| Giro | Scelta | Giocatore         | Ruolo | Nazionalità | Università/Squadra |
| ---- | ------ | ----------------- | ----- | ----------- | ------------------ |
| 2    | 37     | Deividas Sirvydis | AP    | Lituania    | Rytas Vilnius      |

## Roster
| \| Pos. \| Num. \| Naz. \| Nome \| Altezza \| Peso \| Data nascita \| Provenienza \| \| ---- \| ---- \| ---------------------- \| ------------------------ \| ------- \| ------ \| ------------ \| ------------------------ \| \| G \| 1 \| Stati Uniti (bandiera) \| Lee, Courtney \| 196 cm \| 91 kg \| 03-10-1985 \| Western Kentucky \| \| G \| 3 \| Stati Uniti (bandiera) \| Cleveland, Antonius (TW) \| 196 cm \| 88 kg \| 02-02-1994 \| Southeast Missouri State \| \| P \| 5 \| Porto Rico (bandiera) \| Barea, J.J. \| 183 cm \| 84 kg \| 26-06-1984 \| Northeastern \| \| A/C \| 6 \| Lettonia (bandiera) \| Porziņģis, Kristaps \| 221 cm \| 109 kg \| 02-08-1995 \| Lettonia \| \| A/C \| 7 \| Canada (bandiera) \| Powell, Dwight \| 211 cm \| 109 kg \| 20-07-1991 \| Stanford \| \| A \| 9 \| Stati Uniti (bandiera) \| Roby, Isaiah (GL) \| 203 cm \| 104 kg \| 03-02-1998 \| Nebraska \| \| AP \| 10 \| Stati Uniti (bandiera) \| Finney-Smith, Dorian \| 203 cm \| 95 kg \| 04-05-1993 \| Florida \| \| G \| 11 \| Stati Uniti (bandiera) \| Hardaway, Tim \| 198 cm \| 93 kg \| 16-03-1992 \| Michigan \| \| P \| 13 \| Stati Uniti (bandiera) \| Brunson, Jalen \| 191 cm \| 86 kg \| 31-08-1996 \| Villanova \| \| G \| 23 \| Stati Uniti (bandiera) \| Reaves, Josh (TW, GL) \| 193 cm \| 97 kg \| 04-06-1997 \| Penn State \| \| P/G \| 30 \| Stati Uniti (bandiera) \| Curry, Seth \| 188 cm \| 84 kg \| 23-08-1990 \| Duke \| \| AG \| 42 \| Germania (bandiera) \| Kleber, Maximilian \| 211 cm \| 100 kg \| 29-01-1992 \| Germania \| \| AP \| 44 \| Stati Uniti (bandiera) \| Jackson, Justin \| 201 cm \| 100 kg \| 08-03-1995 \| Carolina del Nord \| \| G/AP \| 45 \| Australia (bandiera) \| Broekhoff, Ryan \| 201 cm \| 98 kg \| 23-08-1990 \| Valparaiso \| \| C \| 51 \| Serbia (bandiera) \| Marjanović, Boban \| 224 cm \| 132 kg \| 15-08-1988 \| Serbia \| \| P/G \| 55 \| Stati Uniti (bandiera) \| Wright, Delon \| 196 cm \| 84 kg \| 26-04-1992 \| Utah \| \| G \| 77 \| Slovenia (bandiera) \| Dončić, Luka \| 201 cm \| 99 kg \| 28-02-1999 \| Slovenia \| | Allenatore - Rick Carlisle Assistente/i - Darrell Armstrong - Mike Weinar - Stephen Silas - Jamahl Mosley - Larry Shyatt Legenda - (C) Capitano - (FA) Free agent - (S) Sospeso - (TW) Contratto Two-way - (GL) Assegnato a squadra G League affiliata - Infortunato Roster • Transazioni · Ultima transazione: 19 ottobre 2019 |                        |                          |         |        |              |                          |
| Pos. | Num. | Naz.                   | Nome                     | Altezza | Peso   | Data nascita | Provenienza              |
| G | 1 | Stati Uniti (bandiera) | Lee, Courtney            | 196 cm  | 91 kg  | 03-10-1985   | Western Kentucky         |
| G | 3 | Stati Uniti (bandiera) | Cleveland, Antonius (TW) | 196 cm  | 88 kg  | 02-02-1994   | Southeast Missouri State |
| P | 5 | Porto Rico (bandiera)  | Barea, J.J.              | 183 cm  | 84 kg  | 26-06-1984   | Northeastern             |
| A/C | 6 | Lettonia (bandiera)    | Porziņģis, Kristaps      | 221 cm  | 109 kg | 02-08-1995   | Lettonia                 |
| A/C | 7 | Canada (bandiera)      | Powell, Dwight           | 211 cm  | 109 kg | 20-07-1991   | Stanford                 |
| A | 9 | Stati Uniti (bandiera) | Roby, Isaiah (GL)        | 203 cm  | 104 kg | 03-02-1998   | Nebraska                 |
| AP | 10 | Stati Uniti (bandiera) | Finney-Smith, Dorian     | 203 cm  | 95 kg  | 04-05-1993   | Florida                  |
| G | 11 | Stati Uniti (bandiera) | Hardaway, Tim            | 198 cm  | 93 kg  | 16-03-1992   | Michigan                 |
| P | 13 | Stati Uniti (bandiera) | Brunson, Jalen           | 191 cm  | 86 kg  | 31-08-1996   | Villanova                |
| G | 23 | Stati Uniti (bandiera) | Reaves, Josh (TW, GL)    | 193 cm  | 97 kg  | 04-06-1997   | Penn State               |
| P/G | 30 | Stati Uniti (bandiera) | Curry, Seth              | 188 cm  | 84 kg  | 23-08-1990   | Duke                     |
| AG | 42 | Germania (bandiera)    | Kleber, Maximilian       | 211 cm  | 100 kg | 29-01-1992   | Germania                 |
| AP | 44 | Stati Uniti (bandiera) | Jackson, Justin          | 201 cm  | 100 kg | 08-03-1995   | Carolina del Nord        |
| G/AP | 45 | Australia (bandiera)   | Broekhoff, Ryan          | 201 cm  | 98 kg  | 23-08-1990   | Valparaiso               |
| C | 51 | Serbia (bandiera)      | Marjanović, Boban        | 224 cm  | 132 kg | 15-08-1988   | Serbia                   |
| P/G | 55 | Stati Uniti (bandiera) | Wright, Delon            | 196 cm  | 84 kg  | 26-04-1992   | Utah                     |
| G | 77 | Slovenia (bandiera)    | Dončić, Luka             | 201 cm  | 99 kg  | 28-02-1999   | Slovenia                 |

## Mercato

### Free Agency

#### Prolungamenti contrattuali
| Giocatore           | Data           |
| ------------------- | -------------- |
| Dwight Powell       | 6 luglio 2019  |
| Maximilian Kleber   | 10 luglio 2019 |
| Dorian Finney-Smith | 11 luglio 2019 |
| Kristaps Porziņģis  | 12 luglio 2019 |
| J. J. Barea         | 19 agosto 2019 |

#### Acquisti
| Giocatore          | Data              | Provenienza              |
| ------------------ | ----------------- | ------------------------ |
| Seth Curry         | 10 luglio 2019    | Portland T. Blazers      |
| Boban Marjanović   | 23 luglio 2019    | Philadelphia 76ers       |
| Antonius Cleveland | 25 luglio 2019    | S.C. Warriors            |
| Dakota Mathias     | 26 luglio 2019    | Divina Seguros Joventut  |
| Josh Reaves        | 29 luglio 2019    | Penn State Nittany Lions |
| Aric Holman        | 3 settembre 2019  | L.A. Lakers              |
| Yūdai Baba         | 19 settembre 2019 | Toyota Alvark            |
| Chad Brown         | 17 ottobre 2019   | UCF Knights              |

#### Cessioni
| Giocatore            | Motivo     | Provenienza          |
| -------------------- | ---------- | -------------------- |
| Kōstas Antetokounmpo | Tagliato   | L.A. Lakers          |
| Trey Burke           | Free Agent | Philadelphia 76ers   |
| Daryl Macon          | Tagliato   | Miami Heat           |
| Salah Mejri          | Free Agent | Liaoning F. Leopards |
| Yūdai Baba           | Tagliato   | Texas Legends        |
| Aric Holman          | Tagliato   | Texas Legends        |
| Dakota Mathias       | Tagliato   | Texas Legends        |
| Chad Brown           | Tagliato   | Texas Legends        |

### Scambi
| 26 giugno 2019 | Dallas MavericksDraft rights di Isaiah Roby2 future scelte Draft al 2º giro | Detroit PistonsDraft rights di Deividas Sirvydis  |
| 8 luglio 2019  | Dallas MavericksDelon Wright                                                | Memphis Grizzlies2 future scelte Draft al 2º giro |

## Classifiche

### Southwest Division
| Southwest Division    | Southwest Division | Southwest Division | Southwest Division | Southwest Division | Southwest Division | Southwest Division | Southwest Division | Southwest Division |
| Squadra               | V                  | S                  | V%                 | PR                 | Casa               | Trasf              | Div                | PG                 |
| --------------------- | ------------------ | ------------------ | ------------------ | ------------------ | ------------------ | ------------------ | ------------------ | ------------------ |
| y – Houston Rockets   | 44                 | 28                 | .611               | 8,5                | 24–12              | 20–16              | 8–5                | 72                 |
| x – Dallas Mavericks  | 43                 | 32                 | .573               | 11,0               | 20–18              | 23–14              | 10–4               | 75                 |
| v – Memphis Grizzlies | 34                 | 39                 | .466               | 19,0               | 20–17              | 14–22              | 4–9                | 73                 |
| San Antonio Spurs     | 32                 | 39                 | .451               | 20,0               | 19–15              | 13–24              | 7–6                | 71                 |
| N.O. Pelicans         | 30                 | 42                 | .417               | 22,5               | 15–21              | 15–21              | 4–9                | 72                 |